# Wroczyny
Wroczyny [pronunciación en polaco: /vrɔˈt͡ʂɨnɨ/] es un pueblo ubicado en el distrito administrativo de Gmina Kutno, dentro del condado de Kutno, Voivodato de Łódź, en el centro de Polonia. Se encuentra a unos 8 kilómetros al oeste de Kutno y a 50 kilómetros al norte de la capital regional Łódź.